# 芫荽菊
芫荽菊（学名：Cotula anthemoides）为菊科山芫荽属下的一个种。

## 扩展阅读
- 維基物種上的相關：芫荽菊